# 三小貓的故事
《三小貓的故事》（英語：The Tale of Tom Kitten）是英國女作家碧雅翠絲·波特創作的兒童繪本，於1907年出版。三小貓的角色至今仍在出現在各種周邊產品裡，其中的湯姆貓還與波特筆下的另名角色彼得兔齊名。

## 故事簡介
母貓泰比莎太太在客人訪家喝茶前，給三隻小貓莫蓓、米唐和湯姆換上新衣服，並叮嚀牠們不可弄髒。但三隻小貓在花園玩耍時還是將衣服全部弄髒，而後又弄丟，給三隻鴨子穿走了。母貓責備小貓們，並將牠們全數關在樓上臥房，佯裝得了麻疹不能見客。然而三隻小貓在房內發出的噪音還是干擾到樓下的茶會。

## 創作背景
本書的插圖以波特住處丘頂的花園和庭院為背景。
後來波特曾在受訪時說《三小貓的故事》是她最好的作品之一，也是最喜愛的作品。

## 延伸閱讀
- Lear, Linda. . New York: St. Martins Griffin. 2007. ISBN 978-0-312-37796-0.
- Linder, Leslie. . Frederick Warne & Co. 1971. ISBN 0-7232-1334-8.

## 外部連結
- The Tale of Tom Kitten - 古腾堡计划
- LibriVox中的公有领域有声书《The Tale of Tom Kitten》